# Switłana Łoboda
Switłana Serhijiwna Łoboda (ukr. Світлана Сергіївна Лобода; ur. 18 października 1982 w Kijowie) – ukraińska piosenkarka. Zasłużona Artystka Ukrainy.
Reprezentantka Ukrainy w 54. Konkursie Piosenki Eurowizji (2009).

## Życiorys
Jest córką Serhija i Natalii Łobodów. Ma młodszą siostrę, Ksenię (ur. 1992). Ukończyła naukę w szkole muzycznej, po czym studiowała na Kijowskim Narodowym Uniwersytecie Kultury i Sztuk Pięknych.
Jako nastolatka uczyła się gry na fortepianie, dyrygentury i śpiewu jazzowego. W okresie studiów została członkinią zespołu Kapuczino. W 2003 wzięła udział w przesłuchaniach do musicalu Ekwador, po których otrzymała główną rolę Mirany. W tym czasie również założyła zespół Ketch.
W maju 2004 została wokalistką girls bandu Via Gra, z którego odeszła kilka miesięcy później. Również w 2004 wydała debiutancki, solowy singiel „Cziorno-biełaja zima”, do którego zrealizowała teledysk. W 2005 zaprezentowała wideoklip do singla „Ja zabudu tebia”. Oba utwory znalazły się na jej debiutanckim albumie studyjnym pt. Ty nie zabudiesz, który wydała w 2005. W 2006 wydała dwa albumy zawierające remiksy jej piosenek: Postoj, muszczina! i  Czornyj angieł – Remixes. W 2007 wydała singiel „Sczastie”, którym zapowiadała trzeci album studyjny pt. Nie ma4o, wydany w 2008.

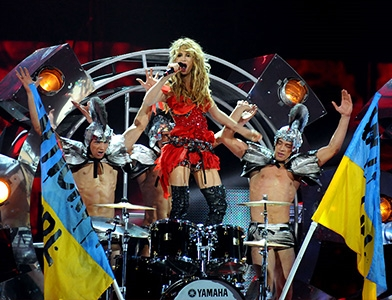
Łoboda podczas 54. Konkursu Piosenki Eurowizji w Moskwie (2009)

W marcu 2009 z utworem „Be My Valentine (Anti-Crisis Girl)” zwyciężyła w programie Nacionalnyj widbir wyłaniającym reprezentanta Ukrainy w 54. Konkursie Piosenki Eurowizji organizowanym w Moskwie. 16 maja wystąpiła w finale konkursu i zajęła w nim 12. miejsce. Dzień po finale wydała składankę swoich przebojów pt. Anti-Crisis Girl. W 2010 wydała trzy single: „Żit liegko”, „Riewolucija” i „Sierdce bjotsja (w duecie z Maksem Barskichem). Utwory znalazły się na albumie kompilacyjnym pt. Piesni wysszej proby, który ukazał się na rynku bez zgody artystki.
Od 2011 wydała kilka singli, które stały się radiowymi przebojami, m.in. „Na swiete”, „Obłaka”, „40 gradusow”, „Pod liod”, „Gorod pod zaprietom”, „Smotrisz w niebo” (nagrany z Eminem), „Nie nużna” i „Pora domoj”. W latach 2012–2013 była jedną z trenerek w pierwszej edycji programu Gołos. Dity. 24 marca 2017 wydała trzeci album studyjny pt. H2LO, na którym umieściła single „К cziortu lubow”, „Twoi głaza” i „Tekila-lubow”. Po wydaniu płyty wydała kolejne przeboje, m.in. „Paren”, „Lieti”, „Superstar”, „Instadrama”, „Poslednij gieroj” i „Pulia-dura”.
Wystąpiła w teledysku zespołu Lindemann do piosenki „Frau und Mann”.

## Życie prywatne
Ze związku z tancerzem Andriejem Czarem ma córkę Ewangelinę (ur. 9 kwietnia 2011). W maju 2018 urodziła drugą córkę, Tildę.
Angażuje się w pomoc dla mieszkańców Ukrainy ogarniętej inwazją Rosji.

## Dyskografia
Albumy studyjne
- Ty nie zabudiesz (2005)
- Nie ma4o (2008)
- H2LO (2017)

EP
- Sold Out (2019)

Albumy kompilacyjne
- Anti-Crisis Girl (2009)
- Piesni wysszej proby (2010)

Albumy z remiksami
- Postoj, muszczina! (2006)
- Czornyj angieł – Remixes (2006)